# Arcánes-Asterúsia
Arcánes-Asterúsia ou Archanes-Asterousia (em grego: Αρχάνες-Αστερούσια) é um município do centro da ilha de Creta, Grécia, na unidade regional de Heraclião, com capital na vila de Peza.
O município tem 335,4 km² de área e em 2011 tinha 16 692 habitantes (densidade: 49,8 hab./km²). Foi criado pela reforma administrativa de 2011, que fundiu os antigos municípios de Arcánes, Asterúsia e Níkos Kazantzákis, que passaram a ser as unidades municipais do novo município.
Arcánes-Asterúsia situa-se no centro de Creta, estendendo-se desde o sul-sudeste de Heraclião até à costa sul. Confronta a noroeste e norte com o município de Heraclião, a nordeste com o de Chersonissos, a leste com o de Minoa Pediada e a oeste com o de Gortina.